# モンロー郡 (ペンシルベニア州)
モンロー郡（英: Monroe County）は、アメリカ合衆国ペンシルベニア州の東部、ニュージャージー州との州境に位置する郡である。人口は16万8327人（2020年）。郡庁所在地はストラウズバーグ・ボロであり、同郡で人口最大の都市はイーストストラウズバーグ・ボロである。
郡名は第5代アメリカ合衆国大統領ジェームズ・モンローに因んで名付けられた。郡内にイーストストラウズバーグ大学がある。2010年頃まで人口増加率の高い郡だったが、現在は安定している。モンロー郡はイーストストラウズバーグ都市圏に属している。

## 地理
アメリカ合衆国国勢調査局に拠れば、郡域全面積は617平方マイル (1,599 km2)であり、このうち陸地608平方マイル (1,576 km2)、水域は9平方マイル (23 km2)で水域率は1.44%である。モンロー郡はノーサンプトン郡北部が分離して設立された。

### 交通
郡内の公共交通はモンロー郡交通公社、愛称「ポコノ・ポニー」が運行している。定期路線を運行する他、有資格者に対してはドアツードアの補助交通を行っている。

### 隣接する郡
- ウェイン郡 - 北
- パイク郡 - 北東
- サセックス郡 (ニュージャージー州) - 北東
- ウォーレン郡 (ニュージャージー州) - 東
- ノーサンプトン郡 - 南
- カーボン郡 - 西
- ルザーン郡 - 北西
- ラッカワナ郡 - 北西

### 国立保護地域
- デラウェア・ウォーターギャップ国立レクリエーション地域（部分）
- デラウェア川中域国立景観河川（部分）

## 人口動態
以下は2010年国勢調査による人口統計データである。
| 基礎データ - 人口: 169,842人 - 世帯数: 49,454 世帯 - 家族数: 49,454 家族 - 人口密度: 88人/km2（228 人/mi2） - 住居数: 67,581 軒 - 住居密度: 43軒/km2（111軒/mi2） 人種別人口構成 - 白人: 70.5% - アフリカン・アメリカン: 15.6% - ネイティブ・アメリカン: 0.21% - アジア人: 3.2% - 太平洋諸島系: 0.03% - その他の人種: 2.42% - 混血: 1.99% - ヒスパニック・ラテン系: 19.9% 先祖による構成 - ドイツ系：19.9% - イタリア系：16.8% - アイルランド系：14.5% - ポーランド系：5.4% - アメリカ人：5.1% - イギリス系：5.1% | 年齢別人口構成 - 18歳未満: 26.8% - 18-24歳: 8.6% - 25-44歳: 28.8% - 45-64歳: 23.5% - 65歳以上: 12.3% - 年齢の中央値: 37歳 - 性比（女性100人あたり男性の人口） - 総人口: 97.6 - 18歳以上: 94.4 世帯と家族（対世帯数） - 18歳未満の子供がいる: 36.2% - 結婚・同居している夫婦: 60.7% - 未婚・離婚・死別女性が世帯主: 8.8% - 非家族世帯: 26.3% - 単身世帯: 20.2% - 65歳以上の老人1人暮らし: 7.8% - 平均構成人数 - 世帯: 2.73人 - 家族: 3.16人 |

## 政治
ニューヨーク市民が郡内に流入し続けており、民主党への有権者登録数が増加している。2004年アメリカ合衆国大統領選挙では、共和党のジョージ・W・ブッシュが4票差で郡を制したが、2008年では民主党のバラク・オバマが58%対41%と17ポイント差で制した。この年の選挙では州全体で当選した民主党員3人が全て郡を制した。
2008年11月時点でモンロー郡には113,960 人の登録有権者がいた。
- 民主党: 53,801 (47.21%)
- 共和党: 38,905 (34.14%)
- その他の政党: 21,254 (18.65%)

郡は、アメリカ合衆国下院議員ペンシルベニア州第10および第17選挙区に属し、2013年時点では共和党、民主党各1人の議員を選出している。
ペンシルベニア州議会上院では第11、第16、第18、第20、第22および第29選挙区に属しており、下院では第118、第139、第176および第189選挙区に属している。2013年時点で上院は共和党3人、民主党3人、下院は共和党3人、民主党1人を選出している。

## 都市と町

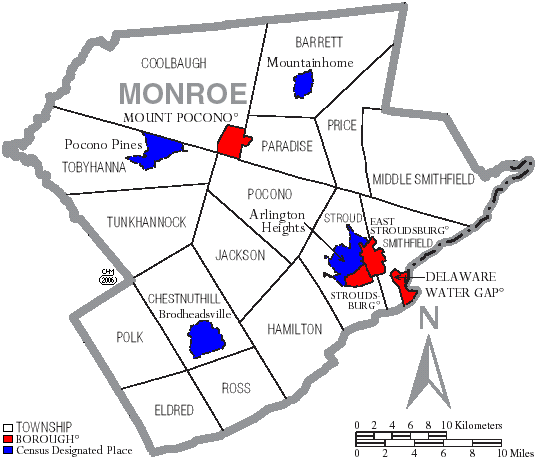
モンロー郡の自治体、ボロは赤、タウンシップは白、国勢調査指定地域は青

ペンシルベニア州法の下では4種類の自治体がある。市、ボロ、タウンシップ、町である。

### ボロ
| - デラウェア・ウォーターギャップ - イーストストラウズバーグ | - マウントポコノ - ストラウズバーグ - 郡庁所在地 |

### タウンシップ
| - バーレット - チェスナットヒル - クールボー - エルドレッド - ハミルトン - ジャクソン - ミドルスミスフィールド - パラダイス | - ポコノ - ポーク - プライス - ロス - スミスフィールド - ストラウド - トビーハナ - タンカノック |

### 国勢調査指定地域
国勢調査指定地域はアメリカ合衆国国勢調査局が人口統計データを取るために設定した地域である。州法の下では実際の司法権が及ぶ範囲ではない。村などその他の未編入領域も下記に挙げる。	
| - アーリントンハイツ - ブロードヘッズビル - エフォート - エメラルドレイクス - グールズボロ - インディアンマウンテンレイク（一部はカーボン郡内） - マウンテンホーム | - ペンエステイツ - ポコノパインズ - ソークリーク（大半はパイク郡内） - セイラーズバーグ - シエラビュー - サンバレー |

### 未編入の町
| - バートンズビル - カナデンシス - クレスコ - ギルバート - ジョナス - クレスジビル - カンクルタウン - ロングポンド | - マーシャルズクリーク - ポコノマナー - ポコノサミット - スカイトップ - スウィフトウォーター - タナーズビル - トビーハナ |

## 教育

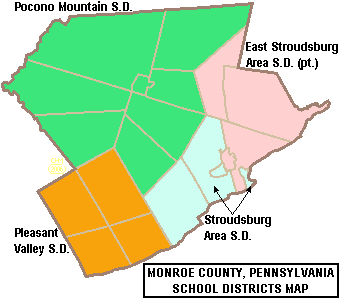
モンロー郡教育学区の区分図

### 高等教育機関
- イースト・ストラウズバーグ大学（英語版）
- ノーサンプトン・コミュニティカレッジ（英語版）、モンロー校

### 公共教育学区
- イーストストラウズバーグ地域教育学区
- プレザントバレー教育学区
- ポコノマウンテン教育学区
- ストラウズバーグ地域教育学区

### チャータースクール
- エバーグリーン・コミュニティ・チャータースクール、クレスコ
- ポコノマウンテン・チャータースクール、トビーハナ

### 工業学校
モンロー職業訓練校、バートンズビル

### 私立学校
- 芸術学習センター、イーストストラウズバーグ
- キャラクタービルダーズ・クリスチャン・アカデミー、ポコノパインズ
- イーストストラウズバーグ・クリスチャン・アカデミー、イーストストラウズバーグ
- モンサイナー・マムヒュー学校、クレスコ
- ノートルダム小学校、イーストストラウズバーグ
- ノートルダム高校、イーストストラウズバーグ
- ポコノ・セントラル・カトリック高校l、クレスコ **1988年閉鎖**
- セントポールズ・ルーテル学校、イーストストラウズバーグ
- ストラウズバーグ・セブンスデー・アドベンチスト学校、ストラウズバーグ
- トライアンファント & エクセレンス・アカデミー 1、イーストストラウズバーグ
- トライアンファント & エクセレンス・アカデミー 2 TEA インスティチュート、トビーハナ
- トライアンファント・リビングヘリテージ、マーシャルズクリーク
- ビクトリー・バプテスト・クリスチャン学校、ブロードヘッズビル

私立学校は、2011年ペンシルベニア州教育省が維持発行しているデータベースに拠る。

## 観光資源
モンロー郡はその豊かな文化遺産に加えて、デラウェア・ウォーターギャップ国立レクリエーション地域のペンシルベニア州側部分の大半、サリバン・トレイル（1778年にジョン・サリバン将軍の遠征隊がイーストンからニューヨークまで移動したルートの一部、タナーズビルからポコノパインズまでがある。このトレイルはポコノ山地の最高地点であるビッグポコノ山に上る道に繋がり、景観が良い）、サノフィ・パスツール（ワクチン製造者）、ポコノ・レースウェイ（毎年NASCARの大きな大会がある）、キャメルビーチ・ウォーターパーク・アンド・スキー場、ショーニー山スキー場、クロッシングス・ファクトリー・ストア（アウトレット）、3つの州立公園（ビッグポコノ州立公園、グールズボロ州立公園、トビーハナ州立公園）、トビーハナ陸軍補給所（国防総省の通信電子司令部があり、最大の修繕、分解、製造施設がある）などがある。